# Unilepidotricha gracilicurva
Unilepidotricha gracilicurva is een vlinder uit de familie echte motten (Tineidae). De wetenschappelijke naam van de soort is voor het eerst geldig gepubliceerd in 2008 door Yun-Li Xiao & Hou-Hun Li.

## Type
- holotype: "male, 20-VII-2001, leg. Li, Hou-hun and Wang Xin-pu, genitalia slide No. XYL03430"
- instituut: RMCA, Tervuren, België
- typelocatie: "China, Yunnan Province, Mt. Weibao, Weishan County, 25°14' N, 100°18' E, 2 200 m"